# مغناطيسية حديدية

ترتيب مغناطيسية الذرات المغنيطوحديدية في حبيبة من حبيبات المادة الصلبة).

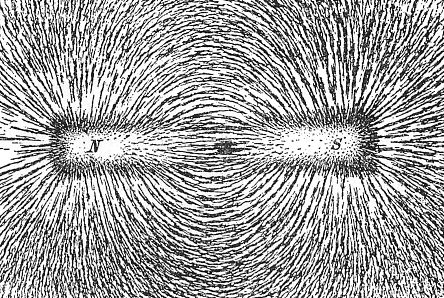
برادة حديد على ورقة وفي وسطها قضيب مغناطيسي، تتخذ البرادة اتجاه خطوط المجال المغناطيسي.

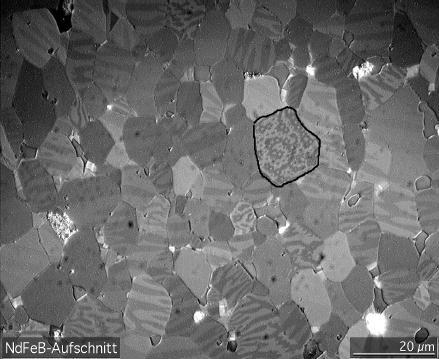
الحبيبات المغناطيسية في سبيكة حديد نيوديم وبورون وتتصف بالمغناطيسية الحديدية. (مقطع الحبيبة نحو 10 ميكرومتر).

المغناطيسية الحديدية (بالإنجليزية: Ferromagnetism)‏ تظهر خاصية المغناطيسية على بعض المعادن مثل الحديد والكوبلت والنيكل. تتسم ذرات تلك العناصر بوجود المغناطيسية بها حيث يحدث ترابط بين اللف المغزلي للإلكترونات التي تشغل المدار 3d في الذرة، وينتج عن محصلة ذلك الترابط مغناطيساً صغيراً في حجم الذرة.
أي أن ذرات تلك العناصر لها تلك الخاصية المغناطيسية الحديدية، حيث أن الذرات المتجاورة تهيئ إتجاه مغناطيسيتها بحيث تتخذ جميعها نفس الإتجاه، ويظهر ذلك في هيئة المغناطيس المستقيم المعهود لنا.

## تفسيرها
يتخذ اللف المغزلي في الذرّة في العادة إتجاها معكوسا للعزم المغزلي المغناطيسي للإلكترون الذي يشاركه في المدار. بذلك تصبح محصلة العزمين المغزليين لكل زوج من الإلكترونات في الذرة مساوية للصفر، ولا تظهر خاصية المغناطيسية على المادة. هذا بعكس ما يحدث في حالة ذرة الحديد والمواد ذات المغناطيسية الحديدية، حيث يتخذ اللف المغزلي للإلكترونات الموجودة في المدار 3d نفس الاتجاه وتصبح الذرة مغناطيسية. واحتار العلماء للسؤال: لماذا يحدث ذلك فقط في الحديد والكوبلت والنيكل فقط ؟
ولم تستطع الميكانيكا الكلاسيكية تفسير هذه الظاهرة. إلى أن جاءت ميكانيكا الكم في الأعوام 1923 - 1930 وفسرت تلك الظاهرة. والتفسير هو أن في تلك المواد يحدث تآثر كمومي بين العزوم المغزلية المغناطيسية للذرات المتجاورة بحيث تكون الحالة القاعية وبالتالي طاقتها الكامنة أقل ما يمكن في حالة اتخاذ إلكترونات المدار 3d نفس الاتجاه.

## الاستخدامات
تستخدم المغناطيسات والمواد المغناطيسية في المحولات الكهربائية لتوليد التيار المتردد كما تستخدم في العديد من الأجهزة الكهربائية والإلكترونية مثل مكبرات الصوت في الراديو والتلفزيون. كما تستخدم المغناطيسات الكهربائية الكبيرة المستخدمة في عمليات الفرز.
تتميز المواد المغناطيسية الحديدية بنفاذية مغناطيسية عالية {\displaystyle \mu _{r}} >> 1. لذلك فهي توصل خطوط المجال المغناطيسي فيها أحسن من توصيل الهواء حولها (توصيل الهواء للمجال الغناطيسي {\displaystyle \mu _{r}} ≈ 1). لذلك تستخدم المواد المغناطيسية الحديدية تطبيقات كثيرة في المحركات الكهربائية والمحولات.
ولها تطبيقات أخرى مثلما في منتجات التخزين الإلكتروني وعلى الأخص في تكنولوجيا المعلومات مثلما في استغلال تأثير مقاومة مغناطيسية كبرى GMR ومقاومة مغناطيسية نفقية TMR في صناعة رؤوس القراءة للأقراص الصلبة. وقد نال العالمان الفيزيائيان بيتر غرونبيرغ من جامعة يوليش وألبرت فير من باريس على جائزة نوبل للفيزياء عام 2007 عن عملهما في هذا المجال.

## اقرأ أيضا
- مغناطيسية مسايرة
- مغناطيسية معاكسة
- مغناطيس
- فريمغناطيسية
- قابلية مغناطيسية
- عزم مغناطيسي
- عزم مغزلي
- جيلبرت (وحدة)
- حيز مغناطيسي